# 孔切肖
孔切肖（義大利語：Concesio），是意大利布雷西亚省的一个市镇。总面积19平方公里，人口14770人，人口密度777.4人/平方公里（2009年）。国家统计（ISTAT）代码为017061。